# John Tshibumbu
John Tshibumbu (6 januari 1989) is een Franse aanvaller met Congelese roots die uitkomt voor AFC Tubize.
| seizoen | club               | land      | competitie           | wed. | goals |
| ------- | ------------------ | --------- | -------------------- | ---- | ----- |
| 2007/08 | AS Cannes          | Frankrijk | Championnat National | 1    | 0     |
| 2008/09 | AS Cannes          | Frankrijk | Championnat Nationa] | 28   | 9     |
| 2009/10 | AS Cannes          | Frankrijk | Championnat National | 21   | 2     |
| 2010/11 | Sporting Charleroi | België    | Jupiler Pro League   | 4    | 0     |
| 2010/11 | → AFC Tubize       | België    | Exqi League          | 11   | 3     |
| 2011/12 | AFC Tubize         | België    | Tweede Klasse        | 16   | 4     |
|         |                    |           | Totaal               | 81   | 18    |